# Ambassade d'Érythrée en France
L'ambassade d'Érythrée en France est la représentation diplomatique de l'État d'Érythrée auprès de la République française. Elle est située à Paris et son ambassadrice est, depuis 2014, Hanna Simon.

## Historique
Le 18 septembre 2002, une vingtaine de militants de Reporters sans frontières ont occupé les locaux de l'ambassade (lorsque ceux-ci étaient au 33 rue Lecourbe) pendant deux heures pour demander la libération des 18 journalistes incarcérés depuis septembre 2001.

## Ambassade
L'ambassade est située au 1, rue Germaine-de-Staël dans le 15e arrondissement de Paris.

## Ambassadeurs d'Érythrée en France
| Date de nomination | Date de nomination | Date de remise des lettres de créance | Date de remise des lettres de créance | Ambassadeur                |
| ------------------ | ------------------ | ------------------------------------- | ------------------------------------- | -------------------------- |
| ?                  |                    | 9 mai 1996                            | [ JORF 1 ]                            | Andebrhan Weldegiorgi      |
| ?                  |                    | 4 mai 2001                            | [ JORF 2 ]                            | Hanna Simon Ghebremedhin   |
| ?                  |                    | 28 avril 2006                         | [ JORF 3 ]                            | Ahmed Hassan Dehli         |
| ?                  |                    | 26 janvier 2009                       | [ JORF 4 ]                            | Nafi Hassan Kurdi          |
| ?                  |                    | 22 décembre 2011                      | [ JORF 5 ]                            | Fassil Gebreselassie Tekle |
| ?                  |                    | 8 juillet 2014                        | [ JORF 6 ]                            | Hanna Simon                |